# Eugene McLanahan Wilson

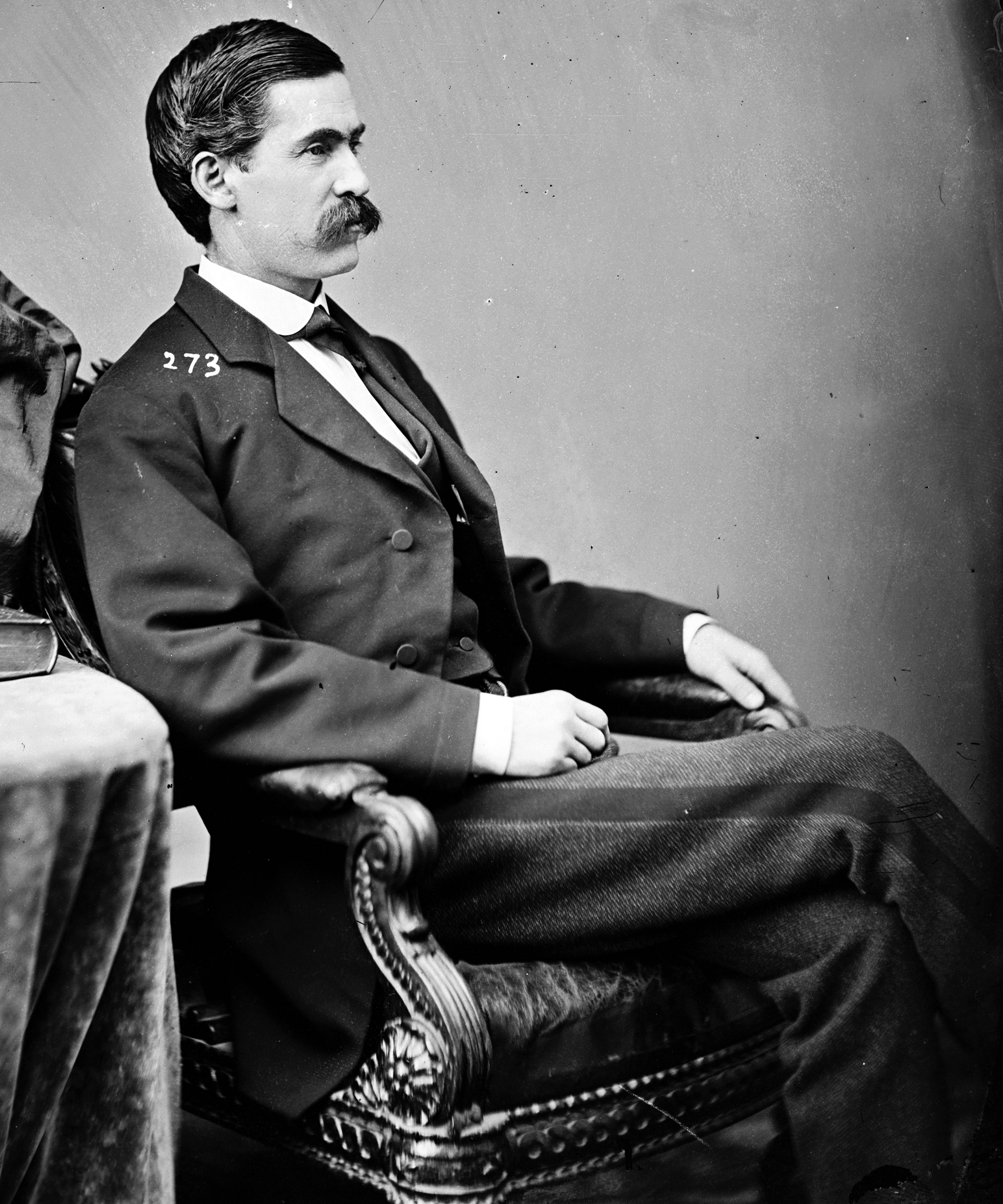
Eugene McLanahan Wilson

Eugene McLanahan Wilson (* 25. Dezember 1833 in Morgantown, Virginia; † 10. April 1890 in Nassau, British West Indies) war ein US-amerikanischer Politiker.
Der im heutigen West Virginia geborene Eugene Wilson besuchte das Jefferson College in Canonsburg, Pennsylvania und studierte Jura. 1855 wurde er in die Anwaltschaft aufgenommen und praktizierte in Winona, Minnesota. Von 1857 bis 1861 war er der Bundesstaatsanwalt für den Distrikt von Minnesota und residierte in Minneapolis. Danach setzte er seine Anwaltstätigkeit in Minneapolis fort. Während des Sezessionskrieges diente er in der Unionsarmee als Captain in der Company A der First Minnesota Mounted Rangers.
Wilson wurde als Demokrat in den 41. Kongress gewählt und vertrat dort vom 4. März 1869 bis zum 3. März 1871 den Bundesstaat Minnesota im Repräsentantenhaus der Vereinigten Staaten. 1870 kandidierte er nicht für eine Wiederwahl und begann stattdessen wieder als Anwalt zu praktizieren. 1872 und 1874 wurde er jeweils zum Bürgermeister von Minneapolis gewählt. 1874 kandidierte er erneut für einen Sitz im Repräsentantenhaus, konnte jedoch kein Mandat erringen. 1876 war Wilson Delegierter zur Democratic National Convention in St. Louis und von 1878 bis 1879 gehörte er dem Senat von Minnesota an. 1888 bewarb sich Wilson vergeblich für das Amt des Gouverneurs von Minnesota. Er starb am 10. April 1890 während eines Aufenthaltes in Nassau, als er dort seine angeschlagene Gesundheit erholen wollte. Wilson wurde auf dem Lakewood Cemetery in Minneapolis beigesetzt.
Wilson entstammte einer Familie, die viele Politiker hervorbrachte. So waren sein Vater Edgar Campbell Wilson, sein Großvater Thomas Wilson und sein Urgroßvater Isaac Griffin Abgeordnete im Repräsentantenhaus der Vereinigten Staaten gewesen.